# 24 Ore di Le Mans 1950
La 24 Ore di Le Mans 1950 fu la 18ª edizione del Grand Prix de l'Endurance e si svolse il 24 e 25 giugno 1950.
La vittoria andò al francese Louis Rosier e a suo figlio Jean-Louis.
Il primo guidò la sua vettura Talbot-Lago per 23 ore e 15 minuti su 24.

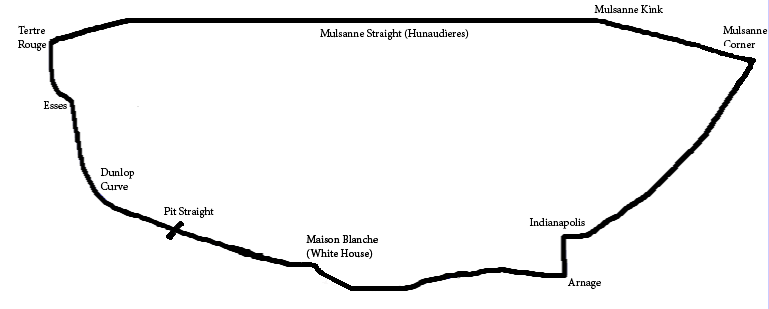
Le Mans nel 1950

## Ordine di arrivo
| Pos | Class | No | Team                          | Drivers                             | Chassis                                                | Engine                      | Laps |
| --- | ----- | -- | ----------------------------- | ----------------------------------- | ------------------------------------------------------ | --------------------------- | ---- |
| 1   | S 5.0 | 5  | Louis Rosier                  | Louis Rosier Jean-Louis Rosier      | Talbot-Lago T26 GS                                     | Talbot-Lago 4.5L I6         | 256  |
| 2   | S 5.0 | 7  | Pierre Meyrat                 | Pierre Meyrat Guy Mairesse          | Talbot-Lago Monoplace Decalee                          | Talbot-Lago 4.5L I6         | 255  |
| 3   | S 8.0 | 4  | S.H. Allard                   | Sydney Allard Tom Cole Jr.          | Allard J2                                              | Cadillac 5.4L V8            | 251  |
| 4   | S 5.0 | 14 | Healey Motors Ltd.            | Tony Rolt Duncan Hamilton           | Nash-Healey E                                          | Nash 3.8L I6                | 250  |
| 5   | S 3.0 | 19 | Aston Martin Ltd.             | George Abecassis Lance Macklin      | Aston Martin DB2                                       | Aston Martin 2.6L I6        | 249  |
| 6   | S 3.0 | 21 | Aston Martin Ltd.             | Charles Brackenbury Reg Parnell     | Aston Martin DB2                                       | Aston Martin 2.6L I6        | 244  |
| 7   | S 3.0 | 18 | Henri Louveau                 | Henri Louveau Jean Estager          | Delage D6-3L                                           | Delage 3.0L I6              | 241  |
| 8   | S 5.0 | 11 | E.R. Hall                     | E.R. Hall Tom Clarke                | Bentley Corniche TT                                    | Bentley 4.3L I6             | 236  |
| 9   | S 2.0 | 30 | H.J. Aldington                | Donald Mathieson Richard Stoop      | Frazer Nash Milla Miglia                               | Bristol 2.0L I6             | 235  |
| 10  | S 8.0 | 3  | Briggs Cunningham             | Miles Collier Sam Collier           | Cadillac Coupe de Ville "Clumsy Pup" or "Petit Pataud" | Cadillac 5.4L V8            | 233  |
| 11  | S 8.0 | 2  | Briggs Cunningham             | Briggs Cunningham Phil Walters      | Cadillac Spider "Le Monstre"                           | Cadillac 5.4L V8            | 232  |
| 12  | S 5.0 | 15 | P.T.C. Clark                  | Peter C. Clark Nick Haines          | Jaguar XK120S                                          | Jaguar 3.4L I6              | 230  |
| 13  | S 5.0 | 6  | André Chambas                 | André Chambas André Morel           | Talbot-Lago Gran Sport Coupe                           | Talbot-Lago 4.5L I6         | 228  |
| 14  | S 5.0 | 12 | H.S.F. Hay                    | H.S.F. Hay Hugh Hunter              | Bentley 4¼ Paulin                                      | Bentley 4.3L I6             | 225  |
| 15  | S 5.0 | 16 | P.C.D. Walker                 | Peter Whitehead John Marshall       | Jaguar XK120S                                          | Jaguar 3.4L I6              | 225  |
| 16  | S 1.5 | 36 | Jowett Cars Ltd.              | Tommy Wisdom Tommy Wise             | Jowett Jupiter                                         | Jowett 1.5L Flat-4          | 220  |
| 17  | S 3.0 | 22 | Robert Lawrie                 | Robert Lawrie Geoffrey Beetson      | Riley RMC                                              | Riley 2.5L I4               | 213  |
| 18  | S 1.5 | 39 | G.E. Phillips                 | George Phillips Eric Winterbottom   | MG TC Special Body                                     | MG 1.2L I4                  | 208  |
| 19  | S 3.0 | 23 | N.H. Mann                     | Nigel Mann Mortimer Morris-Goodall  | Healey Elliott                                         | Riley 2.4L I4               | 203  |
| 20  | S 2.0 | 31 | N.R. Culpan                   | Norman Culpan Lt. Cdr. Peter Wilson | Frazer Nash High Speed Le Mans Replica                 | Bristol 2.0L I6             | 201  |
| 21  | S 750 | 51 | Rudy Letov Letnany            | Maurice Gatsonides Henk Hoogeveen   | Aero Minor 750                                         | Aero 0.7L Flat-2 (2-Stroke) | 184  |
| 22  | S 750 | 52 | Ets. Monopole                 | Jean de Montrémy Jean Hémard        | Monopole X84 Tank                                      | Panhard 0.6L Flat-2         | 180  |
| 23  | S 750 | 58 | Automobiles Deutsch et Bonnet | René Bonnet Élie Bayol              | DB Tank                                                | Panhard 0.6L Flat-2         | 175  |
| 24  | S 1.1 | 46 | J.L.V. Sandt                  | Jean Sandt Hervé Coatalen           | Renault 4CV                                            | Renault 0.8L I4             | 171  |
| 25  | S 1.1 | 48 | Jacques Lecat                 | Jacques Lecat Louis Pons            | Renault 4CV                                            | Renault 0.8L I4             | 170  |
| 26  | S 750 | 55 | Auguste Lachaize              | Auguste Lachaize Albert Debille     | Panhard Dyna X84 Sport                                 | Panhard 0.6L Flat-2         | 168  |
| 27  | S 1.1 | 45 | Just-Emile Vernet             | Just-Emile Vernet Roger Eckerlein   | Renault 4CV                                            | Renault 0.8L I4             | 158  |
| 28  | S 750 | 56 | Raymond Gaillard              | Raymond Gaillard Pierre Chancel     | Callista RAN                                           | Panhard 0.6L Flat-2         | 153  |
| 29  | S 750 | 57 | Louis Eggen                   | Louis Eggen "Escale"                | Panhard Dyna X84                                       | Panhard 0.6L Flat-2         | 151  |

## Ritirati
| Pos | Class | No | Team                          | Drivers                                  | Chassis                        | Engine                               | Laps |
| --- | ----- | -- | ----------------------------- | ---------------------------------------- | ------------------------------ | ------------------------------------ | ---- |
| 30  | S 5.0 | 17 | Leslie Johnson                | Leslie Johnson Bert Hadley               | Jaguar XK120S                  | Jaguar 3.4L I6                       | 220  |
| 31  | S 5.0 | 8  | Ecurie Lutetia                | Charles Pozzi Pierre Flahaut             | Delahaye 175S                  | Delahaye 4.5L I6                     | 165  |
| 32  | S 2.0 | 28 | Lord Seldson                  | Lord Seldson Jean Lucas                  | Ferrari 166MM                  | Ferrari 2.0L V12                     | 164  |
| 33  | S 1.1 | 43 | Automobiles Gordini           | Georges Blondel Raoul Martin             | Simca-Gordini T15S             | Gordini 1.1L I4                      | 157  |
| 34  | S 1.1 | 41 | Mmes Rouault et Gordine       | Germaine Rouault Reginé Gordine          | SIMCA-Gordini TMM              | Gordini 1.1L I4                      | 143  |
| 35  | S 750 | 49 | Jacques Poch                  | Jacques Poch Edmond Mouche               | Aero Minor                     | Aero 0.7L Flat-2 (2-Stroke)          | 139  |
| 36  | S 1.1 | 40 | Norbert Jean Mahé             | Norbert Jean Mahé Sacha Gordine          | SIMCA Huit                     | Gordini 1.1L I4                      | 126  |
| 37  | S 3.0 | 24 | Luigi Chinetti                | Luigi Chinetti Pierre-Louis Dreyfus      | Ferrari 195 S Barchetta        | Ferrari 2.4L V12                     | 121  |
| 38  | S 5.0 | 10 | Ets. Delettrez                | Jean Delettrez Jacques Delettrez         | Delettrez Diesel               | Delettrez 4.4L I6 (Diesel)           | 120  |
| 39  | S 1.1 | 44 | A.Z.N.P.                      | Václav Bobek Jaroslav Netušil            | Škoda 1101 Sport               | Škoda 1.1L I4                        | 120  |
| 40  | S 750 | 54 | Guy Lapchin                   | Guy Lapchin Charles Plantivaux           | Panhard Dyna X84 Sport         | Panhard 0.6L Flat-2                  | 115  |
| 41  | S 3.0 | 33 | Automobiles Gordini           | Juan Manuel Fangio José Froilán González | SIMCA-Gordini T15S Compresseur | Gordini 1.5L Supercharged I4         | 95   |
| 42  | S 1.1 | 47 | Ets. Savin & Leroy            | Fernand Leroy Marcel Joseph              | Renault 4CV                    | Renault 0.8L I4                      | 92   |
| 43  | S 750 | 53 | Jacques Savoye                | Jacques Savoye Eugène Dossous            | Monopole X84 Tank              | Panhard 0.6L Flat-2                  | 89   |
| 44  | S 750 | 50 | Sté. Pierre Ferry             | Pierre Ferry Georges Claude              | Ferry                          | Renault 0.7L I4                      | 86   |
| 45  | S 3.0 | 25 | Luigi Chinetti                | Raymond Sommer Dorino Serafini           | Ferrari 195 S Berlinetta       | Ferrari 2.4L V12                     | 82   |
| 46  | S 1.1 | 42 | Automobiles Gordini           | José Scaron J. Pascal                    | SIMCA-Gordini T15S             | Gordini 1.5L I4                      | 77   |
| 47  | S 1.5 | 37 | Jacques Brault                | Jacques Brault Louis Paimpol             | FIAT 1500                      | FIAT 1.5L I4                         | 75   |
| 48  | S 1.5 | 35 | Automobiles Gordini           | Roger Loyer Jean Behra                   | SIMCA-Gordini T15S             | Gordini 1.5L I4                      | 50   |
| 49  | S 2.0 | 26 | Luigi Chinetti                | Porfirio Rubirosa Pierre Leygonie        | Ferrari 166MM                  | Ferrari 2.0L V12                     | 44   |
| 50  | S 2.0 | 64 | Automobiles Deutsch et Bonnet | René Simone Michel Arnaud                | DB 5                           | Citroën 1.9L I4                      | 44   |
| 51  | S 5.0 | 1  | M.A.P.                        | Pierre Veyron Francois Lacour            | M.A.P.                         | M.A.P. 5.0L Supercharged I4 (Diesel) | 39   |
| 52  | S 3.0 | 32 | Automobiles Gordini           | Maurice Trintignant Robert Manzon        | SIMCA-Gordini T15S Compresseur | Gordini 1.5L Supercharged I4         | 34   |
| 53  | S 1.1 | 63 | Marcel Gendron                | Marcel Gendron Jean Vinatier             | Renault 4CV                    | Renault 0.8L I4                      | 32   |
| 54  | S 2.0 | 27 | Luigi Chinetti                | Yvonne Simon Michel Casse                | Ferrari 166MM Coupe            | Ferrari 2.0L V12                     | 25   |
| 55  | S 750 | 60 | Ecurie Verte                  | Emmanuel Baboin Pierre Gay               | SIMCA Six                      | SIMCA 0.6L I4                        | 20   |
| 56  | S 1.5 | 34 | Automobiles Gordini           | Aldo Gordini André Simon                 | SIMCA-Gordini T15S             | Gordini 1.5L I4                      | 14   |
| 57  | S 1.1 | 66 | André Guillard                | André Guillard Roger Caron               | SIMCA Huit                     | Gordini 1.1L I4                      | 13   |
| 58  | S 3.0 | 20 | Aston Martin Ltd.             | Eric Thompson John Gordon                | Aston Martin DB2               | Aston Martin 2.6L I6                 | 8    |
| 59  | S 750 | 59 | Automobiles Deutsch et Bonnet | Georges Guyot André Chaussat             | DB Tank                        | Panhard 0.6L Flat-2                  | 6    |
| 60  | S 5.0 | 9  | Ecurie Lutetia                | Gaston Serraud André Guelfi              | Delahaye 175S                  | Delahaye 4.5L I6                     | 0    |

## Statistica
- Giro più veloce – #5 Louis Rosier – 4:53.5
- Distanza – 3465.12 km
- Velocità media – 144.380 km/h

## Trofei assegnati
- 16th Rudge-Whitworth Biennial Cup – #52 Ets. Monopole
- Indice di Performance – #19 Aston Martin Ltd. and #52 Ets. Monopole (pari merito)